# Kingston Vale

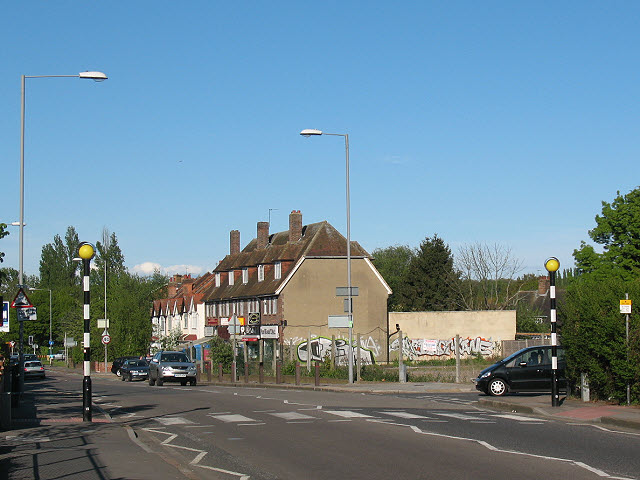
Squarcio di Kingston Vale.

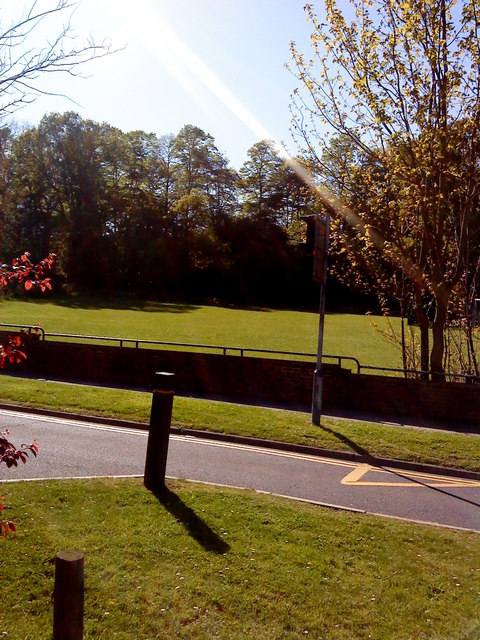
Un parco del distretto.

Kingston Vale è un quartiere del borgo reale di Kingston upon Thames, a Londra.
L'area era originariamente conosciuta come Kingston Bottom fino alla metà del XIX secolo
Il nome cambiò in Kinston Vale nel 1861, dove nell'archivio di stato inglese l'area viene chiamata Kingston Vale Hamlet. Nel 1891 infine, il nome venne descritto negli archivi di stato come Kingston Vale.

## Trasporti

### Autostrade
Passano per Kingston Vale:
- L'A308;
- L'A3 London - Portsmouth Road.

### Bus
Kingston Vale è raggiungibile grazie a tre linee di autobus, che collegano l'area con New Malden e Tolworth a sud, Kingston e Surbiton a sud-est e Roehampton e Putney a nord-est.

Le linee che servono Kingston Vale sono le seguenti:
- 85 - Kingston per Putney (via Norbiton), Kingston Vale e Roehampton.
- 265 - Tolworth per Putney (via New Malden), Coombe, Kingston Vale, Roehamtpon e Barnes.
- K3 -  Esher per Roehampton Vale (via Claygate), Thames Ditton, Surbiton, Kingston, Norbiton e Kingston Vale.

### Stazioni ferroviarie
Nell'area non è compresa nessuna stazione ferroviaria, tuttavia sono presenti nelle vicinanze le stazioni di Putney (a nord-est) e di Norbiton (a sud-est).

### Metropolitana di Londra
La stazione della Tube più vicina è quella di Putney Bridge sulla District Line. Un'altra stazione situata nelle vicinanze di Kingston Vale è quella di Wimbledon Park.